# Medaglia del giubileo di diamante di Elisabetta II
La medaglia del giubileo di diamante di Elisabetta II è una medaglia commemorativa coniata per celebrare il giubileo di diamante di Elisabetta II del Regno Unito in occasione dei suoi 60 anni di regno.

## Descrizione
- Il nastro è rosso con al centro due strisce bianche parallele e una striscia blu per parte.

## Destinatari
Essa è stata concessa al personale in servizio o di riserva del servizio d'emergenza, della polizia penitenziaria, delle forze armate che hanno completato cinque anni di servizio regolare il 6 febbraio 2012, ai destinatari viventi di Victoria Cross e George Cross ed ai membri della famiglia reale.
Inoltre questa medaglia è stata concessa al cantante canadese Justin Bieber il 23 novembre del 2013.